# Санта-Ісабель
Са́нта-Ісабе́ль — вулканічний острів в західній частині Тихого океану. Входить до складу Соломонових островів. Належить державі Соломонові острови.
Площа острова становить 3,7 тис. км².
Населення становить приблизно 11 тис. осіб.
Висота острова сягає 2 545 м над рівнем моря.
На острові поширені великі плантації кокосової пальми.
| Прапор Соломонових Островів | Це незавершена стаття про Соломонові Острови. Ви можете допомогти проєкту, виправивши або дописавши її. |